# Volta a la Comunitat Valenciana 2023
La Volta a la Comunitat Valenciana 2023, settantaquattresima edizione della corsa e valevole come seconda prova dell'UCI ProSeries 2023 categoria 2.Pro, si svolse in 5 tappe dal 1º al 5 febbraio 2023, su un percorso di 787,5 km, con partenza da Orihuela e arrivo a Valencia, in Spagna. La vittoria fu appannaggio del portoghese Rui Costa, il quale completò il percorso in 19h10'06", alla media di 41,077 km/h, precedendo l'italiano Giulio Ciccone ed il britannico Tao Geoghegan Hart.
Sul traguardo di Valencia 98 ciclisti, su 132 partiti da Orihuela, portarono a termine la competizione.

## Tappe
| Tappa  | Data        | Percorso           | km    | Vincitore di tappa | Leader cl. generale |
| ------ | ----------- | ------------------ | ----- | ------------------ | ------------------- |
| 1ª     | 1º febbraio | Orihuela > Altea   | 189,4 | Biniam Girmay      | Biniam Girmay       |
| 2ª     | 2 febbraio  | Novelda > Benissa  | 178,2 | Giulio Ciccone     | Giulio Ciccone      |
| 3ª     | 3 febbraio  | Bétera > Sagunto   | 145,1 | Simone Velasco     | Giulio Ciccone      |
| 4ª     | 4 febbraio  | Burriana > Altura  | 181,6 | Tao Geoghegan Hart | Giulio Ciccone      |
| 5ª     | 5 febbraio  | Paterna > Valencia | 93,2  | Rui Costa          | Rui Costa           |
| Totale | Totale      | Totale             | 787,5 |                    |                     |

## Squadre e corridori partecipanti
| N.    | Cod. | Squadra                  |
| ----- | ---- | ------------------------ |
| 1-7   | BOH  | Bora-Hansgrohe           |
| 11-17 | TJV  | Jumbo-Visma              |
| 21-27 | IGD  | Ineos Grenadiers         |
| 31-37 | UAD  | UAE Team Emirates        |
| 41-47 | TBV  | Bahrain Victorious       |
| 51-57 | TFS  | Trek-Segafredo           |
| 61-67 | ICW  | Intermarché-Circus-Wanty |
| 71-77 | MOV  | Movistar Team            |
| 81-87 | APT  | Astana Qazaqstan Team    |
| 91-97 | JAY  | Team Jayco-AlUla         |

| N.      | Cod. | Squadra                           |
| ------- | ---- | --------------------------------- |
| 101-107 | UXT  | Uno-X Pro Cycling Team            |
| 111-117 | TFB  | Team Flanders-Baloise             |
| 121-127 | GBF  | Green Project-BardianiCSF-Faizanè |
| 131-137 | CJR  | Caja Rural-Seguros RGA            |
| 141-147 | HPM  | Human Powered Health              |
| 151-157 | EKP  | Equipo Kern Pharma                |
| 161-167 | BBH  | Burgos-BH                         |
| 171-177 | EUS  | Euskaltel-Euskadi                 |
| 181-187 | Q36  | Q36.5 Pro Cycling Team            |

## Dettagli delle tappe

### 1ª tappa
- 1º febbraio: Orihuela > Altea – 189,4 km

Risultati
| Pos. | Corridore           | Squadra     | Tempo    |
| ---- | ------------------- | ----------- | -------- |
| 1    | Biniam Girmay       | Intermarché | 4h38'11" |
| 2    | Olav Kooij          | Jumbo       | s.t.     |
| 3    | Iván García Cortina | Movistar    | s.t.     |

| Pos. | Corridore           | Squadra     | Tempo    |
| ---- | ------------------- | ----------- | -------- |
| 1    | Biniam Girmay       | Intermarché | 4h38'01" |
| 2    | Olav Kooij          | Jumbo       | a 4"     |
| 3    | Iván García Cortina | Movistar    | a 6"     |

### 2ª tappa
- 2 febbraio: Novelda > Benissa – 178,2 km

Risultati
| Pos. |                  |         |          |
| ---- | ---------------- | ------- | -------- |
| 1    | Giulio Ciccone   | Trek    | 4h38'59" |
| 2    | Pello Bilbao     | Bahrain | s.t.     |
| 3    | Aleksandr Vlasov | Bora    | s.t.     |

| Pos. | Corridore        | Squadra | Tempo    |
| ---- | ---------------- | ------- | -------- |
| 1    | Giulio Ciccone   | Trek    | 9h17'00" |
| 2    | Pello Bilbao     | Bahrain | a 3"     |
| 3    | Aleksandr Vlasov | Bora    | a 6"     |

### 3ª tappa
- 3 febbraio: Bétera > Sagunto – 145,1 km

Risultati
| Pos. | Corridore      | Squadra | Tempo    |
| ---- | -------------- | ------- | -------- |
| 1    | Simone Velasco | Astana  | 3h13'47" |
| 2    | Bob Jungels    | Bora    | s.t.     |
| 3    | Jonas Gregaard | Uno-X   | s.t.     |

| Pos. | Corridore        | Squadra | Tempo     |
| ---- | ---------------- | ------- | --------- |
| 1    | Giulio Ciccone   | Trek    | 12h30'50" |
| 2    | Pello Bilbao     | Bahrain | a 3"      |
| 3    | Aleksandr Vlasov | Bora    | a 6"      |

### 4ª tappa
- 4 febbraio: Burriana > Altura – 181,6 km

Risultati
| Pos. | Corridore          | Squadra | Tempo    |
| ---- | ------------------ | ------- | -------- |
| 1    | Tao Geoghegan Hart | Ineos   | 4h32'00" |
| 2    | Thomas Gloag       | Jumbo   | s.t.     |
| 3    | Giulio Ciccone     | Trek    | s.t.     |

| Pos. | Corridore         | Squadra | Tempo     |
| ---- | ----------------- | ------- | --------- |
| 1    | Giulio Ciccone    | Trek    | 17h02'46" |
| 2    | T. Geoghegan Hart | Ineos   | a 4"      |
| 3    | Pello Bilbao      | Bahrain | a 7"      |

### 5ª tappa
- 5 febbraio: Paterna > Valencia – 93,2 km

Risultati
| Pos. | Corridore           | Squadra     | Tempo    |
| ---- | ------------------- | ----------- | -------- |
| 1    | Rui Costa           | Intermarché | 2h07'16" |
| 2    | Thymen Arensman     | Ineos       | s.t.     |
| 3    | Samuele Battistella | Astana      | a 7"     |

| Pos. | Corridore         | Squadra     | Tempo     |
| ---- | ----------------- | ----------- | --------- |
| 1    | Rui Costa         | Intermarché | 19h10'06" |
| 2    | Giulio Ciccone    | Trek        | a 16"     |
| 3    | T. Geoghegan Hart | Ineos       | a 19"     |

## Evoluzione delle classifiche
| Tappa              | Vincitore          | Classifica generale Maglia gialla | Classifica a punti Maglia verde | Classifica scalatori Maglia a pois | Classifica giovani Maglia bianca | Classifica a squadre |
| ------------------ | ------------------ | --------------------------------- | ------------------------------- | ---------------------------------- | -------------------------------- | -------------------- |
| 1ª                 | Biniam Girmay      | Biniam Girmay                     | Biniam Girmay                   | Marc Soler                         | Biniam Girmay                    | Movistar Team        |
| 2ª                 | Giulio Ciccone     | Giulio Ciccone                    | Giulio Ciccone                  | Samuele Zoccarato                  | Anthon Charmig                   | UAE Team Emirates    |
| 3ª                 | Simone Velasco     | Giulio Ciccone                    | Alex Aranburu                   | Samuele Zoccarato                  | Anthon Charmig                   | UAE Team Emirates    |
| 4ª                 | Tao Geoghegan Hart | Giulio Ciccone                    | Giulio Ciccone                  | Samuele Zoccarato                  | Thomas Gloag                     | UAE Team Emirates    |
| 5ª                 | Rui Costa          | Rui Costa                         | Giulio Ciccone                  | Samuele Zoccarato                  | Thomas Gloag                     | UAE Team Emirates    |
| Classifiche finali | Classifiche finali | Rui Costa                         | Giulio Ciccone                  | Samuele Zoccarato                  | Thomas Gloag                     | UAE Team Emirates    |

Maglie indossate da altri ciclisti in caso di due o più maglie vinte
- Nella 2ª tappa Olav Kooij ha indossato la maglia verde al posto di Biniam Girmay e Samuele Battistella ha indossato quella bianca al posto di Biniam Girmay.
- Nella 3ª tappa Biniam Girmay ha indossato la maglia verde al posto di Giulio Ciccone.
- Nella 5ª tappa Alex Aranburu ha indossato la maglia verde al posto di Giulio Ciccone.

## Classifiche finali

### Classifica generale - Maglia gialla
| Pos. | Corridore         | Squadra     | Tempo     |
| ---- | ----------------- | ----------- | --------- |
| 1    | Rui Costa         | Intermarché | 19h10'06" |
| 2    | Giulio Ciccone    | Trek        | a 16"     |
| 3    | T. Geoghegan Hart | Ineos       | a 19"     |
| 4    | Pello Bilbao      | Bahrain     | a 21"     |
| 5    | Aleksandr Vlasov  | Bora        | a 25"     |
| 6    | Thomas Gloag      | Jumbo       | a 34"     |
| 7    | Mikel Landa       | Bahrain     | a 40"     |
| 8    | Brandon McNulty   | UAE         | a 45"     |
| 9    | Alex Aranburu     | Movistar    | a 46"     |
| 10   | Carlos Rodríguez  | Ineos       | s.t.      |

### Classifica a punti - Maglia verde
| Pos. | Corridore        | Squadra     | Tempo |
| ---- | ---------------- | ----------- | ----- |
| 1    | Giulio Ciccone   | Trek        | 60    |
| 2    | Rui Costa        | Intermarché | 54    |
| 3    | Pello Bilbao     | Bahrain     | 52    |
| 4    | Alex Aranburu    | Movistar    | 42    |
| 5    | Aleksandr Vlasov | Bora        | 34    |

### Classifica scalatori - Maglia a pois
| Pos. | Corridore         | Squadra    | Punti |
| ---- | ----------------- | ---------- | ----- |
| 1    | Samuele Zoccarato | Bardiani   | 40    |
| 2    | Javier Romo       | Astana     | 17    |
| 3    | Giulio Ciccone    | Trek       | 16    |
| 4    | Mulu Hailemichael | Caja Rural | 16    |
| 5    | A. De Marchi      | Jayco      | 15    |

### Classifica giovani - Maglia bianca
| Pos. | Corridore        | Squadra | Tempo     |
| ---- | ---------------- | ------- | --------- |
| 1    | Thomas Gloag     | Jumbo   | 19h10'40" |
| 2    | Brandon McNulty  | UAE     | a 11"     |
| 3    | Carlos Rodríguez | Ineos   | a 12"     |
| 4    | Anthon Charmig   | Uno-X   | a 1'54"   |
| 5    | Thymen Arensman  | Ineos   | a 6'25"   |

### Classifica a squadre
| Pos. | Squadra            | Tempo     |
| ---- | ------------------ | --------- |
| 1    | UAE Team Emirates  | 57h32'55" |
| 2    | Ineos Grenadiers   | a 17"     |
| 3    | Bahrain Victorious | a 1'47"   |
| 4    | Bora-Hansgrohe     | a 5'01"   |
| 5    | Trek-Segafredo     | a 5'38"   |